# Sarah Pidgeon
Pour les articles homonymes, voir Pidgeon.
Sarah Pidgeon, née le 7 juillet 1996, est une actrice américaine notamment connue pour son rôle dans la série télévisée The Wilds.

## Carrière
De 2020 à 2022, elle campe l'un des rôles principaux de la série télévisée The Wilds , pendant deux saisons.
En 2022, elle est annoncée au casting de la série Hulu Tiny Beautiful Things, prévue pour le printemps 2023. Il s'agit de l'adaptation de la collection de nouvelles Tiny Beautiful Things de l'autrice américaine Cheryl Strayed, où elle interprète la version jeune de Clare, jouée par Kathryn Hahn.

## Filmographie

### Cinéma
- 2025 : Souviens-toi… l'été dernier (I Know What You Did Last Summer) de Jennifer Kaytin Robinson : Stevie Ward

### Télévision
- 2018 : One Dollar : une fille de la soirée
- 2019 : Gotham : Jane Cartwright
- 2020–2022 : The Wilds : Leah Rilke (18 épisodes)
- 2023 : Tiny Beautiful Things : Clare jeune